# Elizabeth Montagu
Elizabeth Montagu, Elizabeth Robinson de nacimiento (Yorkshire, 2 de octubre de 1720, - 25 de agosto de 1800), fue una famosa reformadora social, crítica literaria y escritora británica, que ayudó a organizar y liderar la Sociedad Bluestockings, un salón literario en Hill Street, Mayfair, Londres. Su propia insistencia epistolar en la importancia de las letras y el aprendizaje ha contribuido a forjar su perdurable reputación como miembro destacado de este círculo, donde mujeres y hombres ingleses cultos y literarios se reunían para cultivar tanto los intereses intelectuales como las amistades. Sus padres provenían de familias pudientes directamente relacionadas con la nobleza británica y mantenían un estilo de vida culto.

## Primeros años
Fue la mayor de tres hermanas, nacidas del matrimonio entre Matthew Robinson y Elizabeth Drake. Su abuelo materno fue bibliotecario en la Universidad de Cambridge y su familia paterna fue muy distinguida, y estaba emparentada con la nobleza irlandesa. Entre 1720 y 1736, su familia fue propietaria de parte de lo que después sería de National Trust, Treasurer's House, en York. Elizabeth y su hermana Sarah, la futura novelista Sarah Scott, pasaron temporadas de su infancia con el Dr. Middleton. Las dos niñas aprendieron latín, francés e italiano y estudiaron literatura. Ambas estaban muy unidas, pero se separaron después de que Sarah enfermara de viruela.
EN su juventud, Elizabeth Robinson se convirtió en amiga de Lady Margaret Harley, más tarde la duquesa de Portland, la única hija sobreviviente de Edward Harley, 2.º conde de Oxford y Earl Mortimer. Lady Margaret y Elizabeth se escribían semanalmente cuando estaban separadas y eran inseparables cuando estaban juntas. Pasó un tiempo con Lady Margaret en Londres y conoció a muchas de las figuras célebres de la década de 1730, incluido el poeta Edward Young y el pensador religioso Gilbert West. En la casa de Lady Margaret, hombres y mujeres hablaban como iguales y participaban en bromas ingeniosas y sabias. La Sra. Montagu más tarde usó este modelo de discurso intelectual en sus salones. Las visitas a Lady Margaret se hicieron más importantes para Elizabeth cuando su madre heredó una casa de campo en Kent e hizo de ella su hogar, con sus hijas.

## Matrimonio con Montagu
En 1738, Montagu le escribió a Harley explicándole que no deseaba hombres ni matrimonio. Ella veía el matrimonio como una convención racional y de conveniencia y no contemplaba la posibilidad de amar a un hombre. Sin embargo, en 1742, a los 22 años, se casó con Edward Montagu, de 50 años, propietario de numerosas minas de carbón y varias propiedades en alquiler en Northumberland, miembro del parlamento, de 51 años, y nieto del también llamado Edward Montagu, I conde de Sandwich.
Este matrimonio, el cual fue ventajoso pero aparentemente no muy apasionado, como sugiere Bridget Hill ''De hecho, mucho antes de su matrimonio, Elizabeth había dejado muy claro su rechazo al matrimonio por amor [...] Toda su vida, ella fue consistentemente muy crítica de los que, sin dinero, se empeñaban en casarse por amor''. Como luego escribe Hill, no es que la autora no creyese en el matrimonio por amor genuino, sino que la autora nunca había experimentado el amor por sí misma, y además creía que el hecho de que una mujer se enamorase podía acabar en la pérdida del control de sus emociones.  
Este matrimonio resultó en el nacimiento de John Montagu un año después. Montagu amaba inmensamente a su hijo pero el niño murió de forma inesperadamente en 1744. Ella y Edward siguieron siendo amigos durante el resto del tiempo que estuvieron juntos, pero no hubo más embarazos. Antes de la pérdida de su hijo, ella no había sido muy religiosa, pero a su muerte la llevó a tomarse la religión cada vez más en serio. Mientras tanto, su hermana, Sarah Scott, también se estaba volviendo cada vez más devota. Elizabeth estuvo la mayor parte del tiempo acompañada, pues se necesitaba a una dama que ayudara a Montagu en su rutina diaria. Barbara Schnorrenberg sugiere que Sarah Scott asumió esta función y agrega que hay buenas razones para sugerir que Scott se casó malamente para escapar de ella (Schnorrenberg 723). Después de la muerte de la madre de Montagu, el padre de esta última se mudó a Londres con su ama de llaves (o posible amante), sin dar dinero a ninguno de sus hijos. Cuando Sarah fue apartada de su mal matrimonio, el padre de Elizabeth (de quien estaba bajo tutela) no solo no le dio ayuda financiera, sino que prohibió que ni Elizabeth ni Matthew, su otro hermano, les ayudara a aliviar dicha pena. 
A partir de 1750, Edward y ella establecieron una rutina en la que pasaban el invierno en Londres en Mayfair, y luego en la primavera iban a Sandleford en Berkshire, cuya propiedad había sido de Edward desde 1730. Luego visitaban Northumberland y Yorkshire, donde Edward administraba sus propiedades, mientras que Elizabeth lo acompañaba ocasionalmente a la finca familiar en East Denton Hall, mansión datada de 1622, y situada en West Road en Newcastle Upon Tyne.  
A través de este matrimonio también emparentó con la entonces famosa escritora y feminista Mary Wortley Montagu, quien estando desfigurada por la viruela aparece como la introductora de la vacuna de la viruela en Inglaterra, al hacer inocular a sus hijos. El nombre de ambas mujeres se asocia, con fuertes connotaciones de amor platónico-erótico, al del brillante poeta Alexander Pope.[cita requerida]
Por el Salón de Elizabeth Montagu, además de Pope y de Swift, pasaron entre otros su primo el escritor Henry Fielding, el ensayista y lexicógrafo Samuel Johnson, el actor y empresario teatral David Garrick, el pintor Joshua Reynolds, el escritor Horace Walpole, el politólogo británico Edmund Burke y el polemista Charles James Fox.
En 1769 editó anónimamente una obra defendiendo al escritor William Shakespeare de lo que juzgaba ser despropósitos de uno de sus primeros traductores en Francia, Voltaire. Su título era An Essay on the Writings and Genius of Shakespear compared with the Greek and French Dramatic Poets, with some Remarks upon the Misrepresentations of Mons. de Voltaire
En 1781 comenzó la construcción de la mansión "Montagu's House", en Portman Square, Londres, la cual se convirtió en el centro de la vida social a la que asistían a veces epígonos de la familia real inglesa.

## Montagu, mujer de negocios
A partir de su matrimonio en 1742, Elizabeth Montagu fue dueña de dos importantes propiedades: una casa en Londres y una finca (Sandleford) en Berkshire. En la década de 1750 heredó además fincas adicionales en el norte de Inglaterra y, en el momento de cumplir 40 años, comenzó a desempeñar un rol activo en el emergente negocio de la minería y distribución del carbón. 
Tras la muerte de su marido, Montagu heredó el control de las ventas de su negocio. Este papel de "capitana de comercio" arrojó una nueva luz en la esfera de la sociedad Blue Stockings, pues Montagu demostró que la benevolencia, sensibilidad, altruismo e imaginación pueden ser valores que gobiernan no solo la esfera doméstica, sino también la profesional. 
El hecho de estar al mando de un negocio ofreció a Montagu, en definitiva, la oportunidad de construir una autoridad empresarial basada en tropos de capacidad, deber y educación femeninos.

## Cartas
Montagu fue una escritora prolífica de cartas a familiares y a sus amistades. Sus cartas incluyen discusiones sobre salud, comparecencias domésticas, planes de viaje e informes de eventos sociales. Alrededor de un tercio de su correspondencia se centró en la cultura como el teatro, la ópera, los espectáculos públicos, la filosofía moral y la divinidad. De estos temas, la historia se discutió más del doble que cualquier otro tema.
Mantuvo una correspondencia más frecuente con su hermana, Sarah Scott, seguida por sus amigos, Elizabeth Carter y Gilbert West. Ella y Scott fueron ávidas lectoras de publicaciones de cartas a lo largo de sus vidas, leyendo colecciones de Pope y Swift. Esto influyó en la propia escritura de sus cartas. Su frecuencia de correspondencia aumentó y disminuyó a lo largo de los años según las circunstancias de sus vidas; siendo Montagu quien escribió a Scott con mayor frecuencia.